# Trolls (banda sonora)
Trolls: Original Motion Picture Soundtrack es la banda sonora oficial de la película animada de DreamWorks Trolls, lanzada el 23 de septiembre de 2016 por RCA Records. La banda sonora está producida principalmente por Justin Timberlake, junto con Max Martin y Shellback como productores adicionales. Presenta al mismo Timberlake junto a Anna Kendrick, Ron Funches, Zooey Deschanel y Gwen Stefani, quienes dan voz a los personajes de la película, así como Ariana Grande y Earth, Wind & Fire.

## Rendimiento comercial
La banda sonora ocupó en número tres en el Billboard 200 de EE. UU., uno en la ARIA Charts, cuatro en el Nuw Zealand Album Chart, y once en el UK Album Charts. Recibió certificación de Oro por la  Australian Recording Industry Association y la Recording Industry Association of America, actualmente cuenta con más de 5 millones de copias venidas a nivel mundial. El sencillo, "Can't Stop the Feeling!" interpretado por Justin Timberlake, fue lanzado el 6 de mayo de 2016, y fue número uno en las listas e 17 países, incluyendo la Billboard Hot 100 de EE. UU.

## Premios
En 2016, Trolls estuvo nominada como Mejor banda sonora de la St. Louis Gateway Film Critics Association. Para su trabajo en la banda sonora, Justin Timberlake estuvo nominado por la Mejor supervisión de banda sonora de una película, junto con Mejor banda sonora de una película, en los premios Hollywood Music in Media Awards. En la ceremonia, "Can't Stop the Feeling!" ganó como la Mejor canción para una película de animación.

## Lista de canciones
| Trolls: Original Motion Picture Soundtrack |                                                     | | |          |  |
| N.º                                        | Título                                              | Escritor(es) | Intérprete (s) / Productor (es)                                                                           | Duración |  |
| 1.                                         | «Hair Up»                                           | Edvard Grieg (compositor), Oscar Holter, Savan Kotecha, Max Martin, Shellback, Justin Timberlake Prod: Holter, Martin, Shellback, Timberlake | Justin Timberlake,Gwen Stefani y Ron Funches.                                                             | 2:58     |  |
| 2.                                         | «Can't Stop the Feeling!»                           | Martin, Shellback, Timberlake Prod: Martin, Shellback, Timberlake                                                                            | Justin Timberlake                                                                                         | 3:57     |  |
| 3.                                         | «Move Your Feet / D.A.N.C.E. / It's a Sunshine Day» | Jessie Chaton, Justice Stephen McCarthy, Jesper Mortensen Prod: The Outfit, Timberlake                                                       | Anna Kendrick,Gwen Stefani, James Corden, Funches, Walt Dohrn, Caroline Hjelt, Aino Jawo y Kunal Nayyar.  | 2:36     |  |
| 4.                                         | «Get Back Up Again»                                 | Pasek and Paul Prod: The Outfit, Timberlake                                                                                                  | Anna Kendrick                                                                                             | 2:45     |  |
| 5.                                         | «The Sound of Silence»                              | Paul Simon Prod: The Outfit, Timberlake | Anna Kendrick                                                                                             | 0:48     |  |
| 6.                                         | «Hello»                                             | Lionel Richie Prod: The Outfit, Timberlake                                                                                                   | Zooey Deschanel                                                                                           | 1:37     |  |
| 7.                                         | «I'm Coming Out / Mo' Money Mo' Problems»           | The Notorious B.I.G., Sean Combs, Bernard Edwards, Stevie J, Mase, Nile Rodgers Prod: Rodgers, Timberlake                                    | Zooey Deschanel, Anna Kendrick , Gwen Stefani, Corden, Dohrn, Funches, Hjelt, Jawo y Nayyar               | 1:01     |  |
| 8.                                         | «They Don't Know»                                   | Ilya, Kotecha, Timberlake Prod: Ilya, Timberlake                                                                                             | Ariana Grande                                                                                             | 3:17     |  |
| 9.                                         | «True Colors» (film version)                        | Thomas Kelly, William Steinberg Prod: The Outfit, Timberlake                                                                                 | | 3:00     |  |
| 10.                                        | «Can't Stop the Feeling!» (film version)            | Martin, Shellback, Timberlake Prod: Martin, Shellback, Timberlake                                                                            | Timberlake, Kendrick, Stefani, Corden, Deschanel, Funches, Hjelt, Jawo, Christopher Mintz-Plasse y Nayyar | 3:57     |  |
| 11.                                        | «September»                                         | Al McKay, Maurice White, Allee Willis Prod: Timberlake, Timbaland, Earth, Wind & Fire                                                        | Timberlake, Kendrick y Earth, Wind & Fire                                                                 | 3:54     |  |
| 12.                                        | «What U Workin' With?»                              | Ilya, Kotecha, Martin, Peter Svensson, Timberlake Prod: Ilya, Martin, Timberlake                                                             | Stefani y Timberlake                                                                                      | 3:12     |  |
| 13.                                        | «True Colors»                                       | Kelly Steinberg Prod: Timberlake | Kendrick y Timberlake                                                                                     | 4:03     |  |
| 35:05                                      |                                                     | | |          |  |